# Ukrajinské národní obrození
Ukrajinské národní obrození bylo sociální a politické hnutí vzniklé na území Ruského impéria a Rakouské monarchie, které se zasazovalo o národní a kulturní obrození a formování ukrajinského národa. První náznaky ukrajinského národního obrození se objevily mezi kozáky na konci 18. století v Ruské říši. V polovině 19. století ruská velmocenská politika vedla k vzestupu ukrajinského národního hnutí, které na počátku 20. století přešlo v aktivní boj Ukrajinců za jejich kulturní a politická práva. Se vznikem ukrajinských stran bylo řešení národnostní otázky v Rusku spojeno s řešením politických problémů:
- odstranění autokracie;
- nastolení parlamentarismu;
- udělení demokratických svobod.[1][2]

## Dějiny
Mezi badateli neexistuje jednotný názor, kdy a kde přešlo pouhé zemské ukrajinofilství v politický fenomén. Diskutabilní je také otázka hlavních hybných sil tohoto procesu.
Volodymyr Dorošenko ve své studii Ukrajina v Rusku: Nedávná doba rozděluje vývoj ukrajinského hnutí v Rusku do tří etap:
- první, Poltavsko-charkovská, trvala od konce 18. století do 40. let 19. století. V roce 1791 vyslalo kozácké vedení důstojníka Vasyla Kapnistu do Německa hledat pomoc proti „ruské tyranii“, která zrušila kozácké svobody;
- druhá etapa, Petrohradsko-Kyjevská, probíhala ve 40. letech;
- třetí je situována do 70. let, kdy se hnutí přeneslo do Kyjeva. Od té doby se podle jeho názoru stal Kyjev hlavním městem ukrajinského hnutí.[3]

Podobná stádia identifikoval také Mychajlo Hruševskyj.

### Začátek

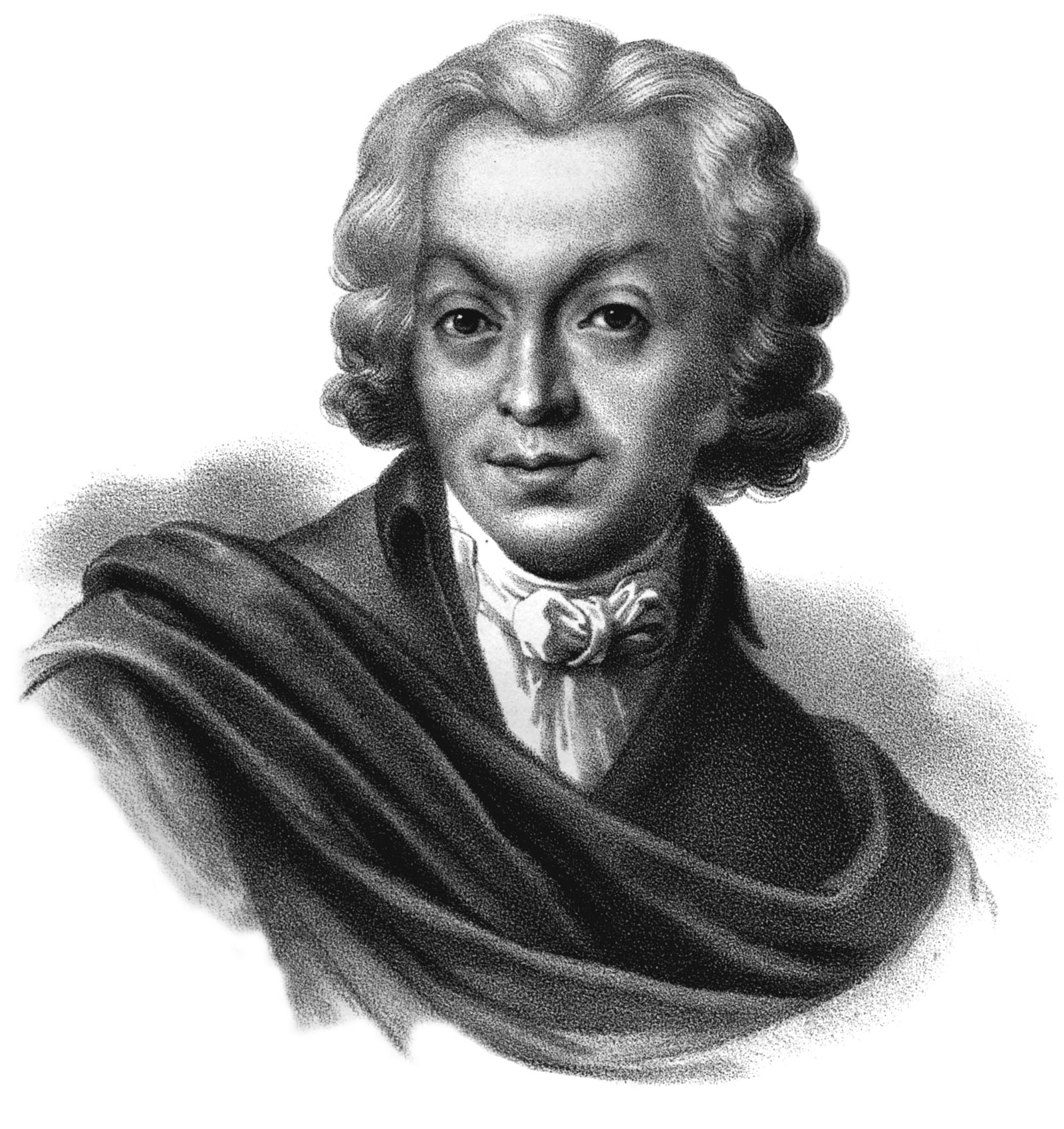
Vasyl Kapnist

K oddělení Ukrajinců od křesťanské komunity v Polsko-litevské unii došlo na základě ukrajinské etnické identity následovně:
- zvýšení role měst jako intelektuálních center;
- hledání náboženského porozumění mezi pravoslavnými a katolickými denominacemi;
- šíření protestantského hnutí a reformační svobodomyslnosti v podmínkách útlaku v západní i východní Evropě;
- rozvoj pravoslavných církevních společenství a příslušného školního vzdělávání;
- zintenzivnění boje mezi pravoslavnou církví a katolickou církví;
- boj kozáků za sebeurčení a vznik spojenectví kozáků s pravoslavnou církví.

Národní revoluce v letech 1648–1676 dala silný impuls procesům sebeidentifikace ukrajinských vyšších vrstev společnosti s ukrajinským lidem, s ukrajinským územím a s ukrajinskými náboženskými hodnotami. Poté, co Kozácký hetmanát přijal ochranu moskevského cara, se však tyto procesy začaly postupně vytrácet. Kozácká elita upřednostňovala ani ne tak politickou či etno-náboženskou identitu, jako spíše usilovala o zrovnoprávnění svých práv s ruskou šlechtou.
Impulsem k obrodě ukrajinské národní identity byly celoevropské historické změny 18. století. V ukrajinské elitě vzbudily potřebu najít svou „ukrajinskou pravdu“. Toto hledání bylo zpočátku podřízeno především třídním zájmům ukrajinského kozáckého vedení, snaze o vytvoření vlastního historického mýtu ukrajinské elity (nejzřetelněji prezentované v anonymních Dějinách Rusů). Konsolidace kolem myšlenek republikanismu jí ale následně umožnily jít za hranice zájmů korporací a vytvořit základní kameny moderního ukrajinského národa.
Jménem ukrajinských vlasteneckých kruhů (Novgorod-Siverský vlastenecký kruh) byl v dubnu 1791 Vasyl Kapnist, spolu se svým bratrem Petrem, vyslán do Berlína. S představiteli pruských vládních kruhů jednal o možnosti poskytnutí pomoci ukrajinskému národně-osvobozeneckému hnutí v případě otevřeného ozbrojeného povstání proti ruské autokracii.
V roce 1821 Vasyl Lukaševič založil Maloruský tajný spolek, jehož cílem bylo vytvořit nezávislý ukrajinský stát. Jeho pobočky existovaly v Kyjevě, Poltavě, Černihově a dalších městech. Tato organizace měla úzké vazby se Společností sjednocených Slovanů, polskými vlasteneckými organizacemi a rovněž s Řádem templářů. V roce 1826 byli členové této společnosti zatčeni.

### VRuské říši

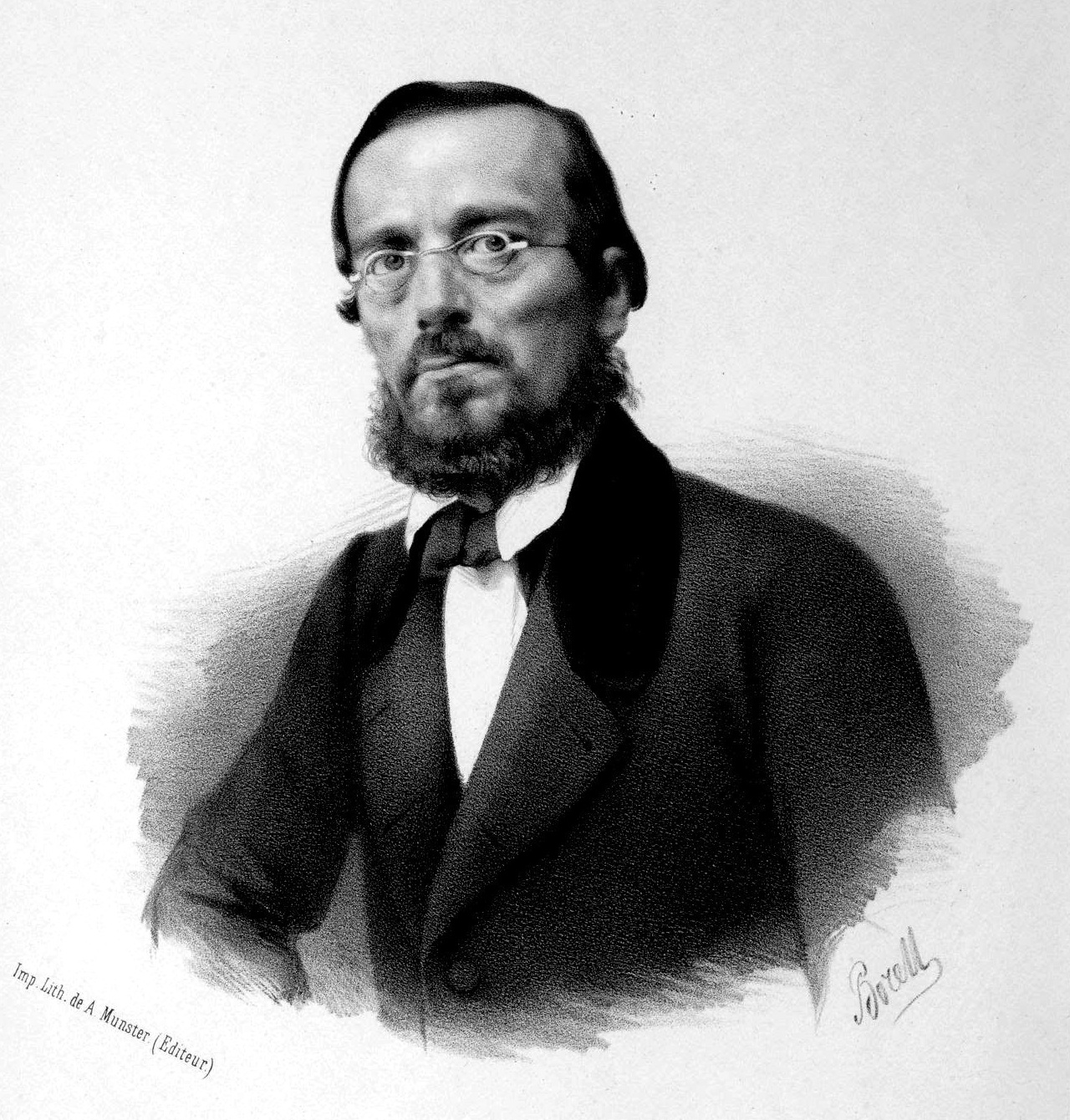
Mykola Kostomarov

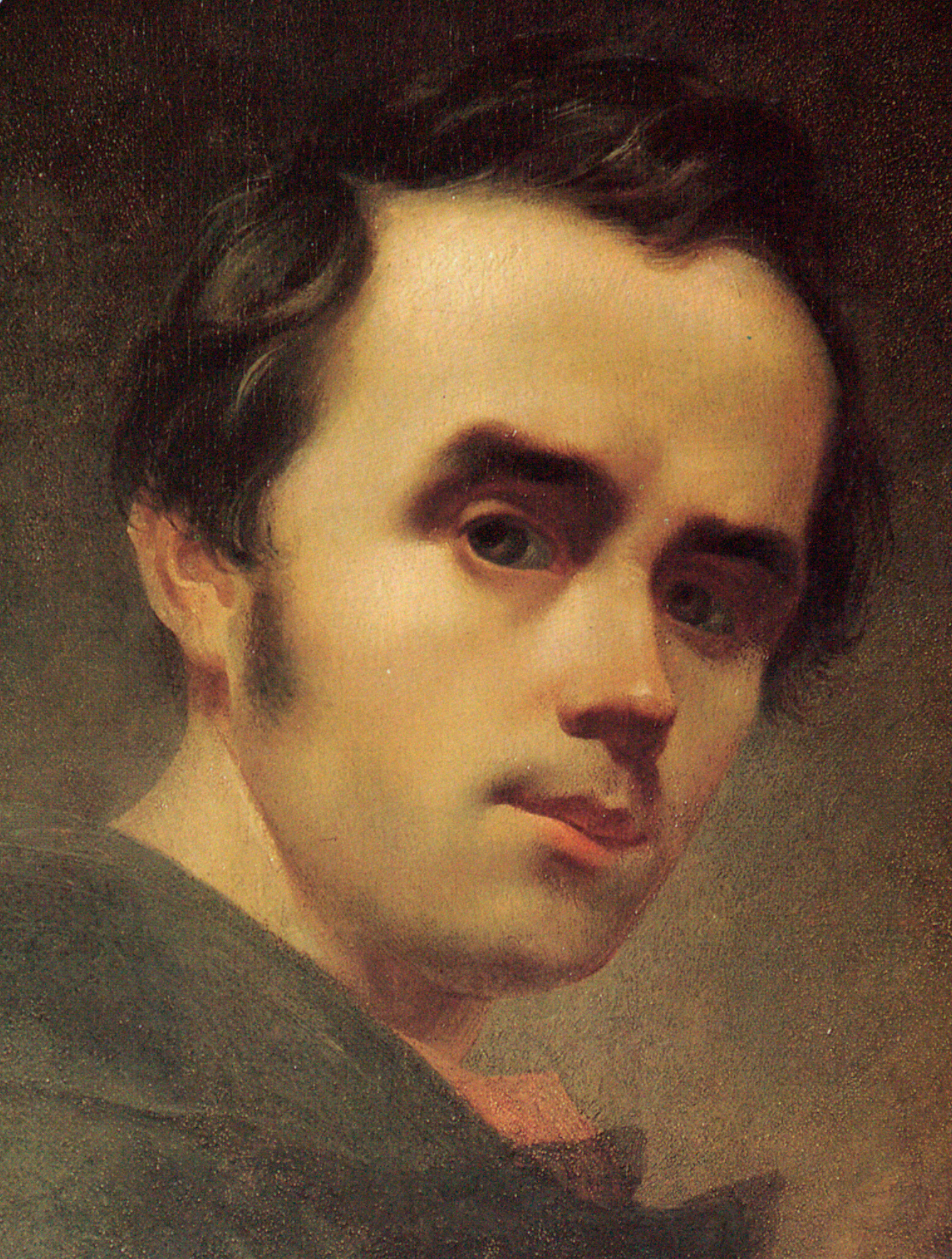
Taras Ševčenko

V lednu 1846 byla v Kyjevě založena tajná politická organizace – Cyrilometodějské bratrstvo. Iniciátory byli: Vasyl Bilozerskyj, Mykola Hulak, Mykola Kostomarov, Pantelejmon Kuliš, Opanas Markevyč. V dubnu 1846 do této společnosti vstoupil i Taras Ševčenko.
Programová ustanovení bratrstva byla uvedena v díle Kniha o existenci ukrajinského národa a ve Statutu Slovanského bratrstva sv. Cyrila a Metoděje. Hlavním autorem byl Mykola Kostomarov a v „Poznámce“ je zmíněn Vasyl Bilozerskyj. Dokumenty vycházely z myšlenek ukrajinského národního obrození a panslavismu. Organizace Cyrilometodějské bratrstvo byla jedním z projevů vzestupu národnostního hnutí v ukrajinských zemích a zintenzivnění všeslovanského hnutí pod vlivem osvobozovacích myšlenek období dozrávání celoevropské revoluční krize – „Jara národů".
Cyrilometodějské bratrstvo si za svůj hlavní úkol stanovilo vybudování budoucí společnosti na základě:
- křesťanské morálky;
- zrovnoprávnění všech slovanských národů s ohledem na jejich národní jazyk, kulturu a vzdělání;
- vytvoření demokratické federace slovanských národů;
- zrušení carismu, zrušení nevolnictví a stavů;
- ustanovení demokratických práv a svobod občanů.[9]

Carská vláda, po porážce v Krymské válce, zmírnila vnitřní politiku a pro členy Cyrilometodějského bratrstva byla vyhlášena amnestie. Centrem ukrajinského života se stal Petrohrad, kde se nacházelo mnoho členů bratrstva. V roce 1859 byla v Petrohradě založena první ukrajinská komunita, kulturně-osvětová organizace, která si kladla za cíl šířit národnostní myšlenku osvětovou činností. O dva roky později se podobná komunita objevila v Kyjevě.
Počátkem 70. let, pod vlivem sílícího revolučního cítění v Rusku a uvědomění si nemožnosti překonat ukrajinské hnutí kvůli jeho podpoře v Rakousku, začal carský tlak slábnout. Ukrajinské hnutí opět ožilo a vedení se ujala kyjevská skupina, do které patřili Volodymyr Antonovyč, Pavlo Žyteckyj, Mykola Lysenko, Mychajlo Staryckyj, Pavlo Čubynskyj, Volodymyr Straškevyč, Oleksandr Rusov a další. Zejména značně inspirativní byly myšlenky Mychajla Drahomanova, který hlásal socialismus a tvrdil, že ukrajinský národ by se měl vrátit „do rodiny kulturních evropských národů, jejíž součástí byl až do konce 17. století“.
Rychlý rozvoj snahy o podporu ukrajinství však vedl k novým obviněním Ukrajinců ze separatismu. V tomto období viděly ruské úřady tento proud jako „nepodložený, umělý, zrádný“. Jeho nebezpečí viděly v tom, že se soustředil na „zničení jednoty ruského národa a státu, aby odebral část národního území spolu s Kyjevem – matkou ruských měst". Výsledkem toho bylo, že v roce 1876 vydal ruský car Alexandr II. nechvalně známý Emžský dekret, zaměřený na vytlačení ukrajinského jazyka z kulturní sféry a omezení jeho domácího použití.
V Petrohradě, počátkem 80. let (1883–1888), založili ukrajinští studenti skupinu „ukrajinských socialistů-federalistů“. Ve svém politickém programu se postavili proti rusifikaci Ukrajiny a za plnou národní autonomii Ukrajiny.
Ukrajinské hnutí získalo koncem 80. let nové směřování v osobách mladých publicistů Trochyma Ziňkivského a Boryse Hrinčenka. Oba se kategoricky postavili proti formálnímu ukrajinofilství a požadovali od ukrajinské inteligence rozhodné a důsledné jednání. V roce 1893 zveřejnili program činnosti „uvědomělých Ukrajinců“, kde se vyslovili pro jednotu ukrajinského národa, rozvoj ukrajinského jazyka a nutnost bránit práva ukrajinského národa.

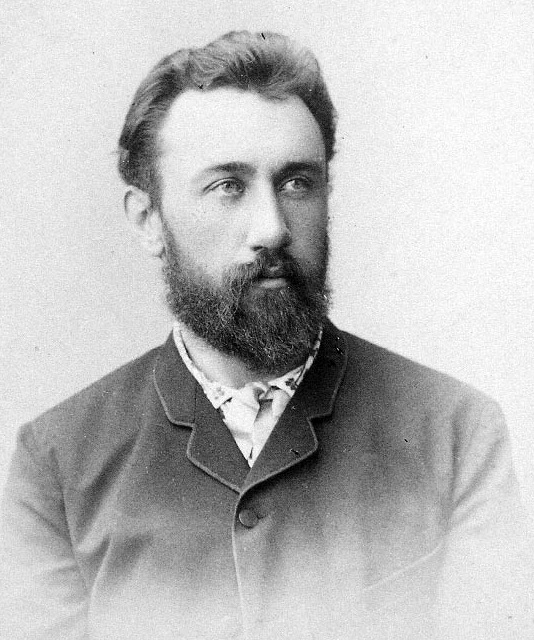
Borys Hrinčenko

První ukrajinskou politickou organizací, založenou na principech ukrajinské nezávislosti, bylo Bratrstvo Tarasovců (1891–1898). Jednalo se o tajnou organizaci, která se zformovala ve městě Kaniv, symbolicky u hrobu Tarase Ševčenka. Založila ji malá skupina ukrajinských studentů – Vitalij Borovyk, Borys Hrinčenko, Ivan Lypa, Mykola Michnovskyj, Volodymyr Šemet. Tarasovci své názory vyjádřili v politické deklaraci Víra mladých Ukrajinců. Kromě kulturních aktivit (šíření ukrajinského jazyka v rodině, institucích, školách, výuka dětí ukrajinské gramotnosti, reportáže, pěstování myšlenek Tarase Ševčenka), Tarasovci prosazovali tyto politické postuláty:
- osvobození ukrajinského národa od ruské nadvlády;
- požadavek plné politická nezávislost Ukrajiny;
- přesvědčení, že spravedlivé řešení sociální otázky je možné pouze tehdy, bude-li dosaženo státní suverenity.

V roce 1900 vznikla v Charkově první politická strana – Revoluční ukrajinská strana (RUP). Založení RUP bylo vyvrcholením předchozích pokusů o vytvoření politických organizací, jako bylo Bratrstvo Tarasovců nebo sociálně-demokratický spolek Ivana Stešenka a Lesji Ukrajinky. RUP se rozešel s tehdejší ukrajinskou apolitickou kulturou a ukrajinofilií a zahájili politickou činnost.
V roce 1902 vznikla Ukrajinská lidová strana pod vedením Mykoly Michnovského a v roce 1905 Ukrajinský sociálně demokratický svaz v čele s Melenevským. V roce 1905 hlavní část RUP v čele s M. Poršem, V. Vynnyčenkem a S. Petljurem vytvořila Ukrajinskou sociálně demokratickou dělnickou stranu. V roce 1904 vznikla Ukrajinská demokratická strana (UDP). Jednalo se o demokraticko-liberální stranu vedenou Evženem Čykalenkem. Na podzim roku 1904 někteří členové UDP založili Ukrajinskou radikální stranu (URP), vedenou B. Hrinčenkem a Sergejem Jefremovym. Na podzim roku 1905 se obě strany spojily do Ukrajinské radikálně demokratické strany (URDP).
Během revoluce v roce 1905 nemělo ještě ukrajinské národní hnutí dostatečný vliv na to, aby šlo do voleb samostatně. Vůdcům ukrajinských stran se ale podařilo dostat se na volební seznamy největších ruských opozičních stran. V první Státní dumě tak vzniklo Ukrajinské parlamentní společenství tvořené 45 poslanci, kteří vzešli ze všech 102 členů zvolených z Ukrajiny. Jeho předsedou byl zvolen Ilja Šrag, právník a veřejný činitel z Černihiva. Politickou platformou této parlamentní skupiny byl boj za autonomii Ukrajiny.

### VRakousko-Uhersku

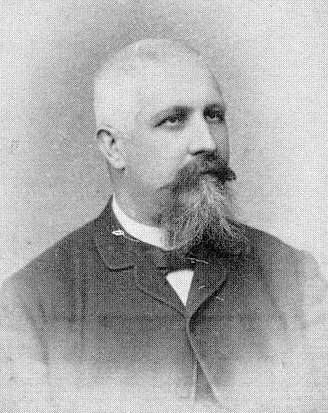
Julian Romančuk

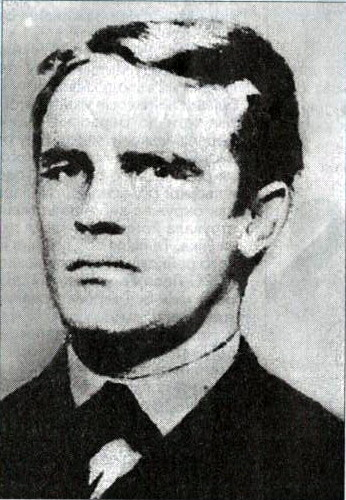
Theodor Bohdan Piurko

V průběhu 1. poloviny 19. století se na západní části dnešní Ukrajiny rozvinulo ukrajinské národní hnutí. Podmínky, ve kterých probíhalo budování ukrajinského národa v západoukrajinských zemích, byly mnohem obtížnější než v oblasti Dněpru, kde vzpomínka na Kozácký hetmanát přispěla k růstu národního uvědomění.
Impuls a příležitost k formálnímu sebeurčení Ukrajinců, jako samostatného národa a ustavení národních institucí, dala představitelům vzdělané západoukrajinské společnosti, což byli především osoby z řad duchovenstva, revoluce v roce 1848. 19. dubna 1848 se skupina zástupců řeckokatolického kléru, jménem všech Ukrajinců v Haliči, obrátila na rakouského císaře s peticí, ve které se zejména uvádělo, že Ukrajinci v Haliči měli kdysi státní nezávislost, že si své národnosti váží a chtějí ji zachovat. Ve Lvově byla 2. května 1848 založena první politická organizace Rusínů-Ukrajinců, pod názvem Hlavní rus'ká (=rusínská) rada (ukrajinsky Holovna rus'ka rada - HRR), která měla 34 poboček v dalších menších městech a vystupovala jako zástupce zájmů Ukrajinců v Haliči. Holovna rus'ka rada měla 30 členů, převážně z řad řeckokatolického duchovenstva, protože ukrajinská světská inteligence byla v Haliči nepočetná.
15. května 1848 vyšlo v nákladu 4000 výtisků první číslo novin Зоря Галицка (Haličská hvězda). Jednalo se o první celostátní časopis na Ukrajině v ukrajinském jazyce. První číslo uveřejnilo výzvu, která hlásala jednotu s celým ukrajinským lidem, a také požadavek na rozvoj ukrajinského jazyka.
Z prostředí řeckokatolické církve pocházel významný kulturně-osvětový činovník, překladatel a novinář, podporující národní obrození, kněz (později kanovník u katedrály svatého Jiří ve Lvově), Theodor Bohdan Piurko.
Na západní Ukrajině přispělo národní hnutí v 90. letech 19. století ke vzniku politických stran. Ruský historik Oleg Nemenskyj nazývá 25. listopad 1890 datem „první veřejné prezentace“ ukrajinského národního hnutí. V Haličském zemském sněmu tehdy poslanci Julian Romančuk (představitel Ruského klubu, který zahrnoval 16 poslanců sněmu) a Anatol Vachnjanyn prohlásili, že „pravoslavně-uniatitští obyvatelé Haličské Rusi, kteří sami sebe nazývají Rusíny, nemají nic společného s ruským lidem“ – jsou to Ukrajinci. Nemenský nazývá tuto událost počátkem „nové éry“ v politickém životě Haliče. V roce 1895 již nebyla v Haličském zemském sněmu představena rusínská delegace, ale ukrajinská.
V této době již národnostní idea přechází z prostředí inteligence k širokým masám, což vytváří podmínky pro formování politického hnutí s národnostním zabarvením. První taková strana byla založena v roce 1890: Rusko-ukrajinská radikální strana (RURP) vedená Ivanem Frankem a Mychajlem Pavlykem. Ve své činnosti usilovala o spojení socialismu s ochranou národních zájmů Ukrajinců v Haliči a zároveň prosazovala postulát politické nezávislosti Ukrajiny. Později vznikly další strany:
- Ukrajinská národně demokratická strana – UNDP (1899), která se stala nejvlivnější mezi ukrajinskými stranami;
- Ukrajinská sociálně demokratická strana – USDP (1899);
- Katolický rusko-národní svaz (1896), transformovaný v roce 1911 na Křesťansko-sociální stranu.[14]

## Historiografie

### První pokusy oanalýzu

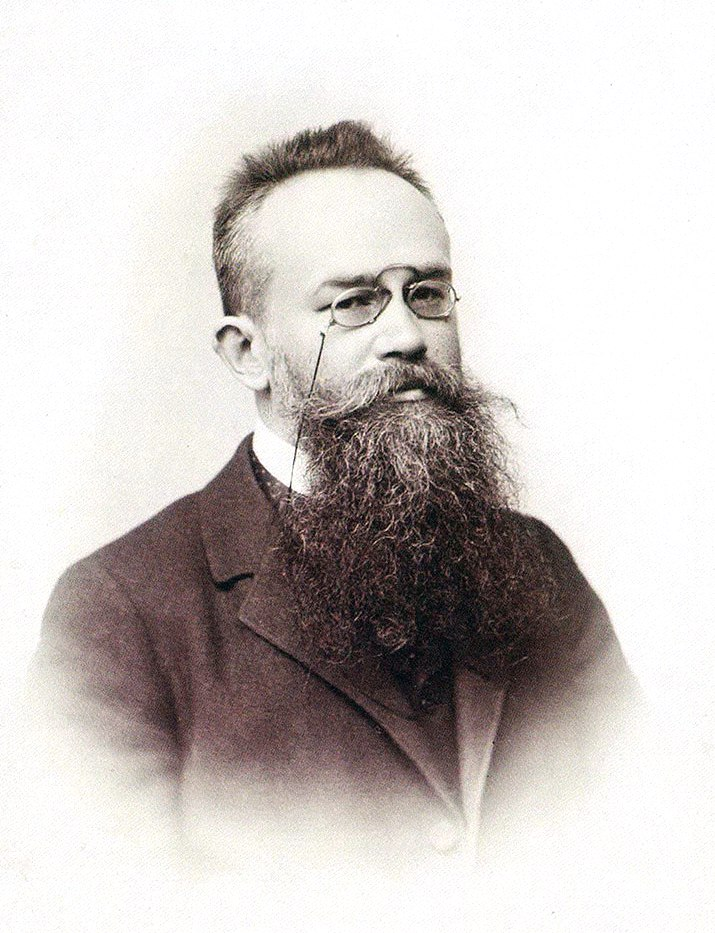
Mychajlo Hruševskyj

Již od počátku 20. století jsou ve vědecké komunitě známy první pokusy analyzovat ukrajinské národnostní hnutí jako sociálně-politický fenomén.
V roce 1906 vydal historik Mychajlo Hruševskyj v Petrohradě samostatné vydání Ukrajinství v Rusku, jeho požadavky a potřeby, které bylo jednou z částí jeho díla Esej o dějinách ukrajinského národa. Zde charakterizoval ukrajinství jako historickou nutnost zrovnoprávnění ukrajinského lidu s ruským. V roce 1912 publikoval Hruševskyj v nově vydávaném moskevském literárním časopise Ukrajinský život článek s názvem Ukrajina a ukrajinství, ve kterém tvrdě kritizoval ty představitele ukrajinství, kteří vyznávali lhostejnost „ukrajinského kmene“ k veřejnému životu.
Bibliograf a veřejný činitel Volodymyr Dorošenko vydal v roce 1917 ve Vídni dílo Ukrajina v Rusku. Nedávné časy, ve kterém uvedl své názory na prehistorii formování ukrajinství a dospěl k závěru, že uvědomělé ukrajinství se zformovalo v Rusku koncem 90. let 19. století.
Po Říjnové revoluci, Ruské občanské válce, vzniku SSSR, nastolení sovětské moci na většině území Ukrajiny a začlenění západní Ukrajiny do státních útvarů Polska, Československa a Rumunska, vědecké studie ukrajinského národního hnutí v SSSR a ve východní Evropě prakticky neexistovaly.
Mezi představiteli ukrajinské a ruské politické emigrace probíhala vědecká diskuse, která ze strany proruských emigrantských historiků spočívala především v kritice ukrajinského hnutí. Rozsah vědecké diskuse a studia fenoménu ukrajinství byl však v tomto období vesměs malý a později se přesunul především do publicistického prostředí.

### Současný stav
V roce 1996 vydal ukrajinský historik Jaroslav Hrycak dílo Esej o dějinách Ukrajiny. Vznik moderního ukrajinského národa 19.–20. století, věnovaný procesu formování ukrajinského národa a okolnostem, za kterých k němu došlo.
Aleksandr Nadtoka toto téma zkoumá ve své kandidátské disertační práci z roku 2001 Přínos ruské demokratické inteligence k ukrajinskému národnímu obrození (konec 18.– začátek 20. století) a v následujících dílech:
- Ruská demokratická inteligence a ukrajinské národní obrození (konec 18. – začátek 20. století). K. 2002.
- Ukrajinská národní elita 19. století: М. P. Drahomanov. Východ. 1996. čís. 2. strana 34–39.

## Kritické hlasy
Část ruské inteligence a politiky, i část ukrajinské společnosti (povětšinou rusky mluvící), se s ukrajinským národním hnutím a obrozením nikdy nesmířila. Haličský moskvofil Osyp Mončalovskyj ve svém díle Hlavní základy ruské národnosti, vydaném v roce 1904, vyjádřil svůj názor na fenomén ukrajinství. Podle něho: „ukrajinizovat se znamená opustit svou minulost a stydět se za příslušnost k ruskému lidu“.
Ruský činovník Sergij Ščegolev vydal v roce 1912 v Kyjevě obsáhlé dílo Ukrajinské hnutí jako moderní etapa jihoruského separatismu. V roce 1914 pak publikaci: Moderní ukrajinství. Jeho vznik, růst a úkoly, kde je ukrajinské národní hnutí označováno za separatistické politické hnutí.
V roce 1916 ruský nacionalista a teolog Dmytro Skrynčenko označil ukrajinství za „regresivní hnutí“ a ruský náboženský filozof Mykola Losskyj nazýval ukrajinské hnutí „provincialismem“.
Doktor politologie Serhij Malachov charakterizuje ukrajinství ve všech fázích jeho vývoje jako secesionismus – ideologii etnicky motivovaného separatismu.
Ruský nacionalista a ukrajinofob Vasyl Šulgin ve své brožuře Ukrajinizace a my, vydané v Bělehradě v roce 1939, ostře kritizoval ukrajinství, nazýval ho „sektářstvím“ a označoval ho za politickou chybu.
Nepřijetí Ukrajinců jako svébytného národa je patrné v ruské politice a kultuře i ve 21. století, zejména od roku 2014, kdy Ruská federace rozpoutala válku proti Ukrajině.